# Barbara Supp
Barbara Supp (* 1959 in Stuttgart) ist eine deutsche Journalistin.

## Leben
Supp studierte in Tübingen Amerikanistik und Romanistik auf Lehramt. Ab 1987 besuchte sie die Hamburger Journalistenschule (inzwischen Henri-Nannen-Schule). Seit 1989 arbeitet sie für den Spiegel, zuerst als Redakteurin im Ressort „Modernes Leben“ und im Deutschlandressort, ab 1997 als Reporterin und seit 2005 als stellvertretende Ressortleiterin für „Gesellschaft und Reportagen“.
Supp erhielt 1995 den Egon-Erwin-Kisch-Preis für die Arbeit Herr Bui möchte bleiben im Spiegel, in der sie über Ausländerfeindlichkeit und Rechtsradikalismus in Deutschland schrieb. 1999 war sie für denselben Preis Mitglied der Vor-Jury.
Supp schreibt beim Spiegel unter anderem über Erziehung, Medien, Justiz und Gesellschaft. Sie lebt und arbeitet in Hamburg.